# Nick Wickham
Nick Wickham é um diretor de cinema e televisão britânico especializado em performance ao vivo, começando sua carreira na música e na moda filmando e dirigindo shows e apresentações no ar na MTV Europe. Em 1997, ele passou a estabelecer a produtora de filmes Splinter Films com o produtor Emer Patten, onde trabalhou como diretor de várias câmeras para eventos ao vivo em várias plataformas, incluindo cinema, TV, 3D, DVD e streaming digital online, antes de se tornar freelancer em 2017. Ele trabalhou extensivamente com alguns dos artistas musicais mais conhecidos do mundo, criando filmes-concerto para Madonna, Rihanna, Beyoncé, Metallica, Foo Fighters, The Cure, Katy Perry and Red Hot Chili Peppers as well as major Latin music artists such as Shakira, Carlos Santana, Alejandro Sanz e Ivete Sangalo.
Wickham também é diretor de várias câmeras do National Theatre para a série National Theatre Live de transmissões ao vivo para o cinema. O trabalho inclui A Streetcar Named Desire com Gillian Anderson, a produção de Ivo van Hove de A A View from the Bridge com Mark Strong, Théâtre de Complicité's A Disappearing Number e a produção original de The Curious Incident of the Dog in the Night-Time do Young Vic.
Também feitos para o cinema, com a BBC Music e a BBC Learning, estão os inovadores filmes de música clássica Ten Pieces & Ten Pieces II, que ajudaram a estabelecer um currículo de música para as escolas primárias e secundárias britânicas.
O longo trabalho de Wickham foi indicado duas vezes ao Latin Grammy, além de ganhar o prêmio de Melhor Diretor (TV/DVD) nos prêmios CAD de 2006 e melhor diretor nos prêmios TPi.  Em 2013, Katy Perry: Part of Me foi premiada como Melhor Evento ao Vivo 3D no 4th Annual Creative Arts Awards. O trabalho de Wickham para a BBC Ten Pieces ganhou um BAFTA em 2016 British Academy Children's Award.

## Créditos recentes da direção
| Ano         | Produção                                                                  | Cargo   |
| ----------- | ------------------------------------------------------------------------- | ------- |
| 2020        | Eagles – Live from the Forum MMXVIII                                      | Diretor |
| 2019        | The Cure 40                                                               | Diretor |
| 2019        | National Theatre Live – All About Eve                                     | Diretor |
| 2019        | Alejandro Sanz – # La Gira [Live at Wanda Stadium, Madrid]                | Diretor |
| 2018        | Norah Jones Live At Ronnie Scott's                                        | Diretor |
| 2017        | Messiah from Bristol Old Vic                                              | Diretor |
| 2017        | Alejandro Sanz – + Es + – Live In Madrid                                  | Diretor |
| 2017        | National Theatre Live – Hedda Gabler                                      | Diretor |
| 2017        | Marc Anthony Half Time special – Live In Miami                            | Diretor |
| 2017        | G.E.M. - G-Force - Music Documentary                                      | Diretor |
| 2015        | National Theatre Live – A View From the Bridge                            | Diretor |
| 2015        | National Theatre Live – Everyman                                          | Diretor |
| 2014 & 2015 | BBC – Ten Pieces & Ten Pieces Secondary                                   | Diretor |
| 2015        | UK Welcomes Modi – Live International Broadcast from Wembley Stadium      | Diretor |
| 2014        | Carlos Santana – Corazón: Live from México: Live It to Believe It         | Diretor |
| 2014        | Imagine Dragons – Transformers: Age of Extinction Premiere - Hong Kong    | Diretor |
| 2014        | Alejandro Fernández – Confidencias Reales                                 | Diretor |
| 2014        | National Theatre Live – A Streetcar Named Desire (live cinema broadcast)  | Diretor |
| 2014        | Ivete Sangalo – Multishow ao Vivo: Ivete Sangalo 20 Anos                  | Diretor |
| 2013        | Joe Cocker: Fire It Up Live                                               | Diretor |
| 2013        | Alejandro Sanz – La Música No Se Toca                                     | Diretor |
| 2012        | National Theatre Live – The Curious Incident of the Dog in the Night-Time | Diretor |
| 2012        | Rihanna – Loud Tour Live at the O2                                        | Diretor |
| 2012        | Katy Perry – Part of Me                                                   | Diretor |

## Créditos notáveis da direção
- Red Hot Chili Peppers – Live at Slane Castle[12]
- Shakira Live From Paris
- Foo Fighters Live at Wembley Stadium
- The Big 4 Live From Sofia, Bulgaria
- Madonna Sticky & Sweet Tour
- Beyoncé – I Am... Yours (Wynn Las Vegas)
- The Corrs – MTV Unplugged[13]
- R.E.M. – This Way Up
- The Cure – Trilogy[14]